# Perfect Weapon
Perfect Weapon conosciuto come Body Hazard (ボディハザード?, Bodi Hazādo) in Giappone è un videogioco d'azione sviluppato da Gray Matter Inc. e pubblicato da ASC Games. Il gioco venne pubblicato il 21 novembre 1996 per PlayStation e nel febbraio 1997 per Windows 95. Commercializzato come "Tekken 2 incontra Resident Evil", e incontrando recensioni mediocri. Il gioco venne ri-pubblicato il 25 marzo 2010 per PlayStation Network come un PSOne Classic e può essere giocato su PSP, PS3, PSVita. Durante lo sviluppo, il gioco fu programmato per la pubblicazione nel maggio 1997 per Sega Saturn, ma la conversione venne cancellata.

## Trama
Un agente speciale della Earth Defense Force e campione del mondo di arti marziali chiamato Blake Hunter viene tramortito dopo un incontro vincente e portato via in un ambiente alieno. Ora è solo, Blake esplora i dintorni, combattendo per la sua vita e cercando di trovare risposte.

## Modalità di gioco
Il giocatore controlla Blake Hunter attraverso una serie di schermi, ognuno con il proprio angolo di ripresa fisso. Sullo schermo c'è una costantemente una barra della salute e una mini-mappa. Le aree non sicure sono ombreggiate in rosso e quando diventano sicure in verde. Di fronte a un nemico, la minimappa viene nascosta e viene visualizzata una barra di salute del nemico. Blake può difendersi con pugni e calci. Durante il gioco, Blake si imbatte in una serie di power-up per curare le ferite e combattere meglio.

## Accoglienza
| Testata         | Versione | Giudizio |
| --------------- | -------- | -------- |
| GamePro         | PS1      | 3.38/5   |
| Next Generation | PS1      | [ 6 ]    |

GamePro ha elogiato il gioco per la sua grafica, ma ha trovato la risposta ai comandi piuttosto scarsa e ha confrontato il gioco con Resident Evil. Next Generation ha criticato il gioco per i suoi controlli imperfetti e livelli confusi e lo ha confrontato con Alone in the Dark e Tekken.